# Филумен (Хасапис)
Филуме́н Святогро́бец (греч. Φιλούμενος Αγιοταφίτης, или Филуме́н Киприо́т, греч. Φιλουμενος ο Κυπριος, Филумен Орундский, Φιλουμενος Ορουντιωτης, в миру Софокли́с Хаса́пис, греч. Σοφοκλής Χασάπης; 15 октября 1913, Никосия, Кипр — 29 ноября 1979, Наблус, Палестинская автономия) — архимандрит Иерусалимской православной церкви, игумен греческого православного монастыря при Колодце Иакова в Наблусе (Сихем), в Самарии, на Западном берегу реки Иордан. Жестоко убит душевнобольным иудейским фанатиком.
Канонизирован Иерусалимской церковью 11 сентября 2009 года в лике святых как священномученик. Память совершается в день мученичества — 16 ноября (по юлианскому календарю).

## Биография
Родился в 1913 году на Кипре. Его родители происходили из селения Орунда в районе Морфу, неподалёку от Никосии. Их звали Георгий и Магдалина Хасаписы, они были благочестивы и имели тринадцать детей.
В 1927 году вместе со своим братом-близнецом Александром стал послушником в монастыре Ставровуни. В 1934 году переехал в Иерусалим, начал обучение в гимназии Иерусалимской православной церкви. В 1937 году принял монашеский постриг с именем Филумен и 5 сентября того же года был рукоположён во иеродиакона. Окончив обучение в 1939 году, Филумен исполнял различные послушания в Иерусалимской патриархии, некоторое время жил в лавре Саввы Освященного. 1 ноября 1944 года Филумен был рукоположён во иеромонаха. Был настоятелем различных храмов и монастырей в Иерусалиме, Яффе, Рамалле.

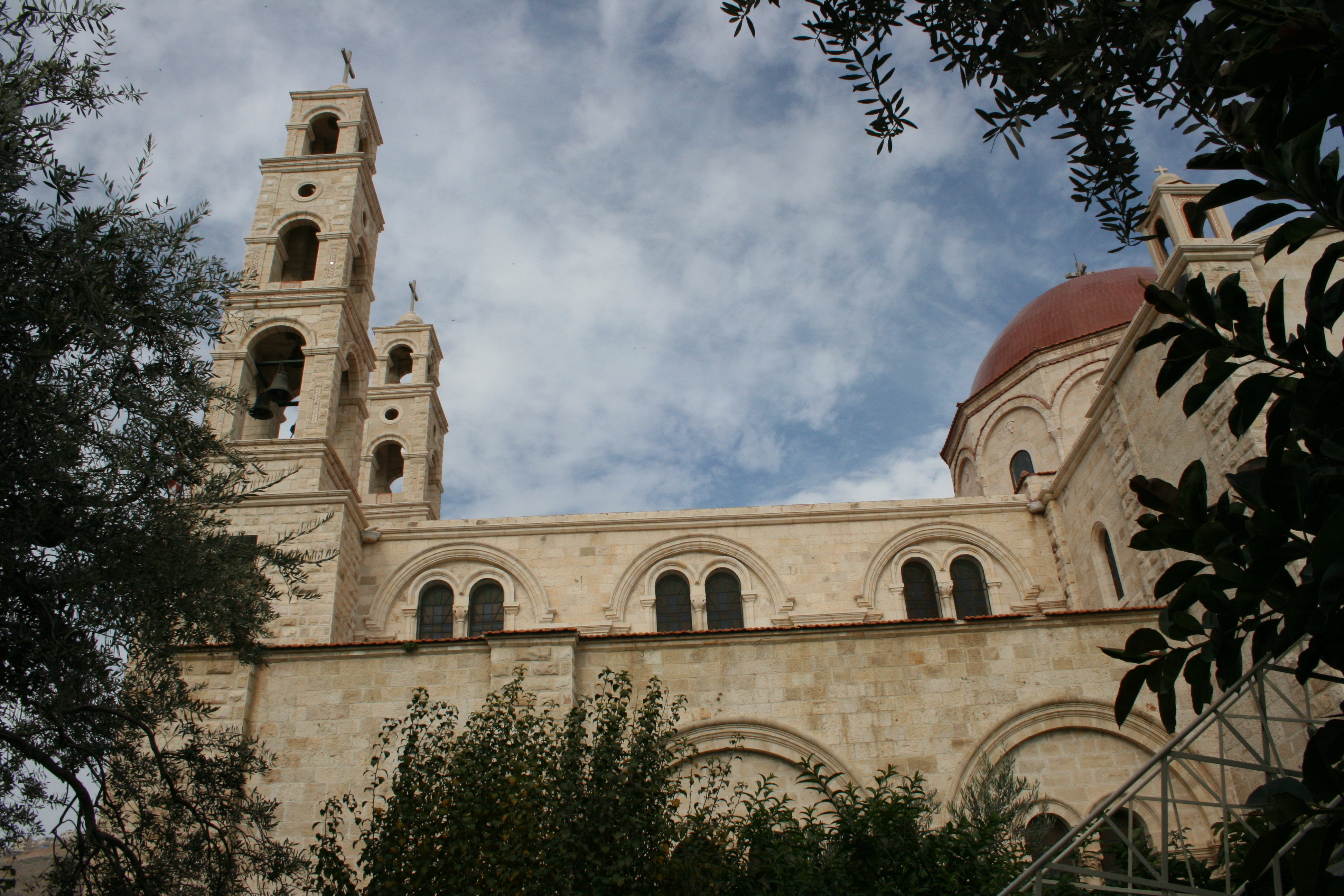
Греческая православная церковь св. Фотинии Самарянки построенная над Колодцем Иакова. Вид из монастырского двора.

8 мая 1979 года был назначен игуменом монастыря у Колодца Иакова в Самарии. Вскоре после назначения группа иудейских фанатиков потребовала от него убрать кресты и иконы от колодца Иакова, заявив, что христианская символика мешает им молиться в этом священном для них месте. Архимандрит Филумен отказался, напомнив, что Колодец Иакова был и остаётся православной святыней многие сотни лет. В ответ была высказана угроза, что если архимандрит не уйдёт с этого места, то он должен готовиться к худшему. Выкрикивая непристойности и угрозы в адрес христиан, иудеи ушли.
29 ноября 1979 года во время совершения вечерни в своём монастыре он был убит евреем-фанатиком Ашером Раби. Убийца бросил в монаха гранату, а затем добил топором. После убийства было совершено осквернение храма: разрублено распятие, разбросаны и осквернены священные сосуды.
Убийца был задержан спустя три года монахом монастыря у Колодца Иакова при попытке снова проникнуть в монастырь. После того, как был передан израильской полиции, Ашер Раби сознался в убийстве архимандрита Филумена, а также нескольких других убийствах и покушениях на убийство, причём среди его жертв были, не только христиане и мусульмане, но и иудеи. Он был признан невменяемым и помещен на принудительное психиатрическое лечение.
Тело архимандрита Филумена было погребено на кладбище Святогробского братства на горе Сион.

### Критика мученического нарратива
Отмечалось, что версия убийства с добавлением не соответствующих реальности деталей (совершение убийства группой евреев, совершение убийства поселенцами), стала использоваться в качестве доказательства еврейского заговора по вытеснению христиан из Святой Земли и пересказывалась многими источниками даже значительное время после окончания полицейского расследования. Распространяемая в православных кругах версия о ритуальном характере убийства священника «сионистами» стала базой для обновления традиционного нарратива кровавого навета на евреев.

## Канонизация
30 ноября 1983 года патриарх Иерусалимский Диодор совершил обретение мощей Филумена. Их обнаружили практически полностью нетленными, обмыли, покрыли новым покровом и поместили в Троицком храме греческой семинарии на Сионе. Через несколько месяцев их вновь погребли на прежнем месте. 8 января 1985 года мощи вновь извлекли из земли и поместили в Троицком храме в специально устроенной раке. 29 августа 2008 года перед освящением храма Фотинии Самарянки монастыря над Колодцем Иакова мощи из Иерусалима перенесли в Наблус.
11 сентября 2009 года Филумен Святогробец был канонизирован как священномученик иерусалимским патриархом Иерусалимским Феофилом III. 29 ноября 2009 года в храме святой Фотинии Самарянки при огромном стечении паломников состоялась торжественная церемония с крестным ходом в честь прославления.
5 марта 2010 года Священный синод Русской православной церкви постановил «включить имя священномученика Филумена (Хасаписа) в месяцеслов Русской Православной Церкви с установлением празднования его памяти 16/29 ноября, как это установлено в Иерусалимской Церкви».

## Гимнография
|                          | Греческий текст | Церковно-славянский текст |
| ------------------------ | --- | --- |
| Μεγαλυνάριον (Величание) | Χαίροις, της Ορούντης σεπτός βλαστός, χαίροις, νήσου Κύπρου πολυτίμητος θησαυρός, χαίροις, Εκκλησίας της Μόρφου ωραιότητης, Φιλούμενε, μαρτύρων νέων υπόδειγμα! | Радуйся, Орунты честная отрасле, радуйся, Кипра многоценное сокровище, радуйся, Церкве Морфския украшение, Филумене, новомученик образе! |